# Tel Mond
Tel Mond (hebreiska: תל מונד) är en ort i Israel.   Den ligger i distriktet Centrala distriktet, i den norra delen av landet. Tel Mond ligger 68 meter över havet och antalet invånare är 8 725.
Terrängen runt Tel Mond är platt. Runt Tel Mond är det mycket tätbefolkat, med 1 632 invånare per kvadratkilometer. Närmaste större samhälle är Kfar Saba, 8,4 km söder om Tel Mond. Trakten runt Tel Mond består till största delen av jordbruksmark.